# Haßbergen
Haßbergen là một đô thị ở huyện huyện Nienburg, trong bang Niedersachsen, nước Đức. Đô thị Haßbergen có diện tích 17,6 km².